# Mer du Nord
La mer du Nord est une mer épicontinentale de l'océan Atlantique, située au nord-ouest de l'Europe, et qui s'étend sur une superficie d'environ 575 000 km2. 
Les pays qui bordent la mer du Nord sont la Norvège au nord-est ; le Danemark à l'est ; l'Allemagne au sud-est ; les Pays-Bas, la Belgique et la France (avec 50 km de littoral entre Calais et la frontière belge) au sud ; le Royaume-Uni (île de Grande-Bretagne) à l'ouest ; enfin les îles Orcades et Shetland au nord-ouest. Elle communique avec la Manche au sud-ouest ; avec l'océan Atlantique au nord-ouest et la mer de Norvège au nord ; avec le Skagerrak à l'est. Le canal de Kiel permet aux navires de rejoindre directement la mer Baltique.
Elle constitue une zone de fort transit maritime, d'exploitation pétrolière et de pêche. La mer du Nord et son littoral forment un milieu naturel très riche, mais la pollution marine, la surpêche, l'industrie pétrolière (plates-formes offshore) et le tourisme sont sources de menaces pour l'avenir. Elle est en aval du centre de l'Europe industrielle, de l'estuaire du Rhin aux fjords norvégiens et aux falaises du nord de la Grande-Bretagne. Le secteur Manche/Sud-mer du Nord, incluant le pas de Calais est considéré comme représentatif de mers mégatidales peu profondes, caractérisées par un fort courant et une eau très turbide (en raison des courants et phénomènes de renversement de marées), ce qui en fait une zone écologiquement particulière, mais également vulnérable au risque maritime en raison d'un intense trafic maritime (marchand et passager).

## Toponymie
Dans les langues officielles de ses pays côtiers, la mer du Nord se nomme en allemand : Nordsee ; en anglais : North Sea ; en danois : Nordsøen ; en néerlandais : Noordzee et en norvégien : Nordsjøen. Dans les langues régionales riveraines, elle est appelée en bas allemand : Noordsee ; en bas saxon néerlandais : Noordzee ; gaélique écossais : Cuan a Tuath ; en ouest-flamand : Nôordzêe ; en ouest-frison : Noardsee et en scots : North Sea.

## Géographie

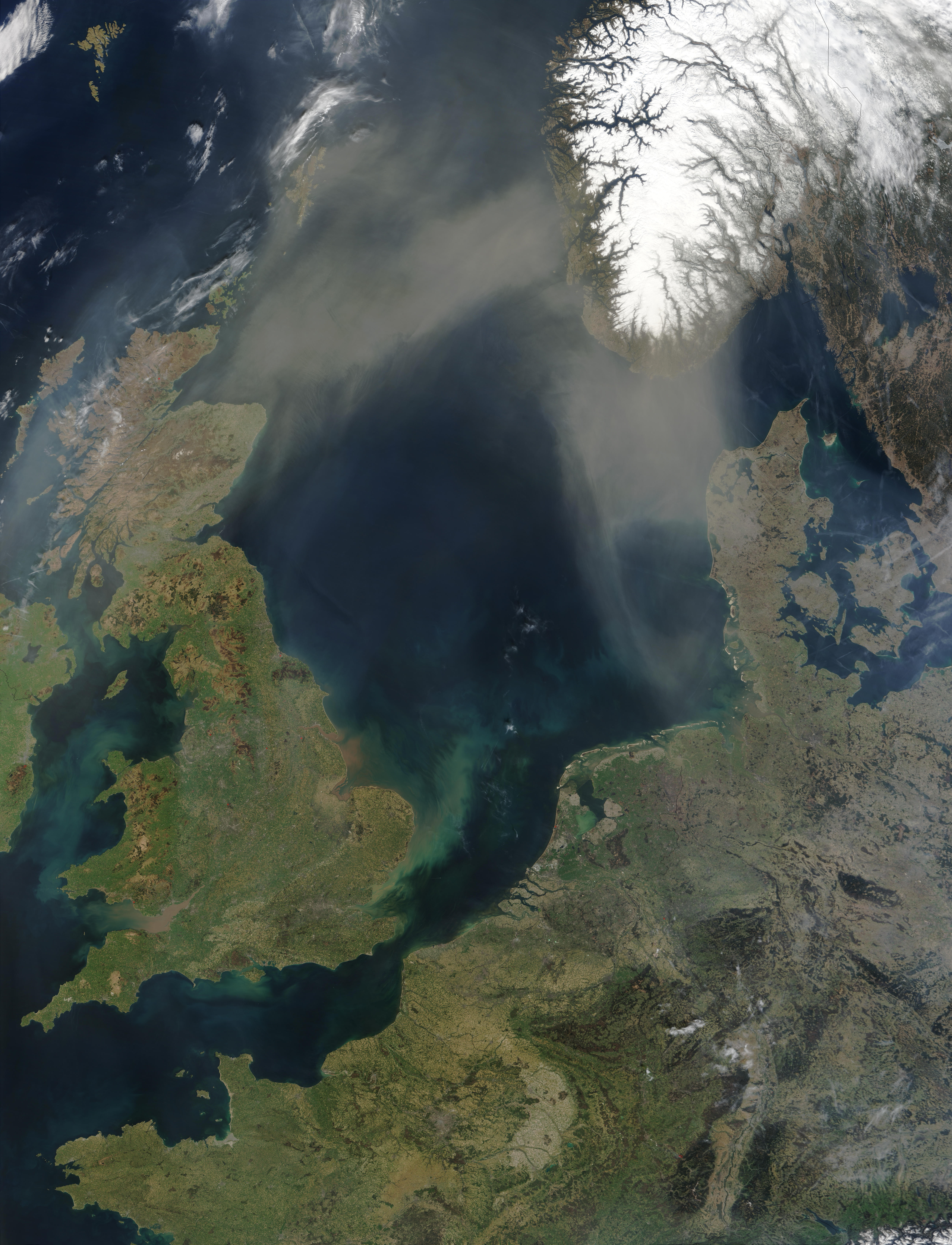
Carte de la Manche/mer du Nord (avec important « panache » de turbidité lié à un bloom planctonique en aval de la Tamise.

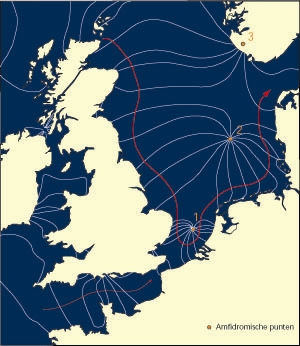
Amphidromie de la mer du Nord.

Anomalies gravimétriques mesurées en mer du Nord.

L'Organisation hydrographique internationale définit les limites de la mer du Nord de la façon suivante:
- Au sud-ouest : une ligne joignant le phare de Walde (à l'est-nord-est de Calais) (50° 59′ 40″ N, 1° 54′ 55″ E) et Leathercoat Point (au nord-est de Douvres) (51° 10′ 02″ N, 1° 24′ 08″ E).

- Au nord-ouest : depuis Dunnet Head (58° 40′ 00″ N, 3° 24′ 00″ O), en Écosse, à Tor Ness (58° 46′ 33″ N, 3° 17′ 23″ O), sur l'île de Hoy, puis à travers cette île jusqu'au Kame of Hoy (cap) (58° 55′ 19″ N, 3° 24′ 41″ O) et de là au Breck Ness (cap) sur l'île de Mainland, à travers cette île jusqu'à Costa Head (en) (59° 09′ 14″ N, 3° 11′ 56″ O) et de là à Inga Ness (59° 16′ 00″ N, 3° 01′ 00″ O), sur l'île de Westray, à travers cette île jusqu'à Bow Head (59° 21′ 33″ N, 2° 57′ 08″ O), par Mull Head (pointe nord de Papa Westray) et Seal Skerry (pointe nord de North Ronaldsay) et de là jusqu'à Horse Island (pointe sud des îles Shetland) (59° 50′ 57″ N, 1° 19′ 08″ O).

- Au nord : depuis la pointe nord de Mainland (60° 38′ 14″ N, 1° 18′ 33″ O) (point of Fethaland), aux îles Shetland, par le Nev of Stuis (60° 39′ 17″ N, 1° 09′ 24″ O), sur l'île de Yell, à travers Yell jusqu'à Gloup Ness (pointe) (60° 43′ 54″ N, 1° 04′ 29″ O) et par Spoo Ness (cap) (60° 45′ 36″ N, 0° 56′ 40″ O), dans l'île d'Unst, à travers Unst jusqu'à Herma Ness (en) (cap), à la pointe sud-ouest de l'île de Rumblings et à Muckle Flugga (60° 51′ 23″ N, 0° 53′ 00″ O), toutes ces îles étant incluses dans la mer du Nord, de là à l'intersection du méridien 0°53' Ouest et du parallèle 61°00' Nord, puis le long de ce parallèle en direction de l'est jusqu'à la côte norvégienne, le Viking Bank étant inclus dans le périmètre de la mer du Nord.

- À l'est : par une ligne joignant Hanstholm (Danemark) (57° 07′ 35″ N, 8° 37′ 15″ E) et le Lindesnes (cap), en Norvège (57° 58′ 49″ N, 7° 03′ 16″ E).

### Géomorphologie

#### Les côtes
Au nord, elles sont déchiquetées, récemment dépouillées par des glaciers des périodes glaciaires ; les montagnes norvégiennes plongent en mer, donnant naissance, au nord de Stavanger à des fjords profonds et à des archipels aux multiples îles et îlots. Au sud, elles sont plus douces : recouvertes de débris glaciaires déposés ou directement par la glace ou redéposés par la mer.
Au sud de Stavanger, le trait de côte et son relief s'adoucissent, alors que les îles deviennent moins nombreuses. La côte écossaise orientale présente encore une allure déchirée, mais moins marquée qu'en Norvège. À partir de la « tête de Flamborough » (Flamborough Head), dans le Nord-Est de l'Angleterre les falaises s'amenuisent et leur matériau (de moraine souvent), moins résistant, s'érode plus facilement, donnant des formes plus arrondies. En Hollande, en Belgique et dans l'Est de l'Angleterre (Est-Anglie) le littoral devient bas et localement marécageux (avec zones de polders), et les estuaires s'élargissent. Les côtes est et sud-est de la mer du Nord (la mer des Wadden) sont principalement sablonneuses et rectilignes, notamment en Belgique et au Danemark.

#### Bathymétrie
La mer du Nord repose en grande partie sur le plateau continental et possède donc peu de zones profondes de plus de 100 m. Toutefois, vers le nord, à partir de la latitude 53°24", d'une manière générale, le fond de la mer du Nord descend irrégulièrement. Vers le sud, il s'incline vers le pas de Calais.
Les profondeurs rencontrées dans sa partie méridionale sont de l'ordre de 40 m. Ce secteur est composé de nombreux hauts-fonds ou bancs probablement des ères glaciaires mouvant au gré des fortes marées. Ceux-ci représentent d'importants dangers maritimes.
À l'est de la Grande-Bretagne, le vaste plateau morainique du Dogger Bank s'élève jusqu'à −15 à −30 m, formant ainsi une région très poissonneuse.
Les plus grandes profondeurs se trouvent dans la fosse norvégienne qui longe la côte norvégienne de la mer de Norvège jusqu'à Oslo. Large de 25 à 35 km, elle est profonde de 300 m environ au large de Bergen, et atteint jusqu'à 700 m dans le Skagerrak.
On trouve aussi des grandes profondeurs dans la partie occidentale de la mer du Nord, comme le trou du diable (Devil's Hole) au large d'Édimbourg, jusqu'à plus de 460 m ; ou quelques tranchées au large de la baie The Wash. Ces couloirs pourraient avoir été formés par les cours d'eau pendant la dernière glaciation. En effet, à cette époque de glaciation, le niveau de la mer du Nord se trouvait plus bas que le niveau actuel (régression). Les fleuves auraient alors érodé certaines parties alors découvertes que la mer recouvre aujourd'hui (transgression). Ce qui est le plus probable est qu'ils soient des restes de vallées tunnels maintenues ouvertes par les courants de marée.

#### Puits de carbone
Du carbone s'y est accumulé sous forme de craie, mais aussi d'hydrocarbures ; notamment dans des schistes et charbons profonds situés sous le gisement. Ces hydrocarbures se sont probablement formés à partir de sédiments qui se sont accumulés au Jurassique moyen et au supérieur.
Lors de la formation du rift de la mer du Nord, et du graben central de la mer du Nord (graben inversé, propice à la formation de pétrole et gaz), alors que le fond marin s'enfonçait, ces hydrocarbures ont été peu à peu piégés par des schistes du Jurassique supérieur et des marnes du Crétacé inférieur. Ils sont aujourd'hui exploités par des forages profonds.

## Sismicité
La mer du Nord est encore en cours d'ouverture. Elle possède un petit rift et est sismiquement active (assez fortement au nord, sur la côte occidentale de la Norvège). Elle l'est plus que les zones continentales qui l'entourent, sans toutefois pouvoir être comparée aux fonds marins islandais, japonais ou indonésien très actifs.

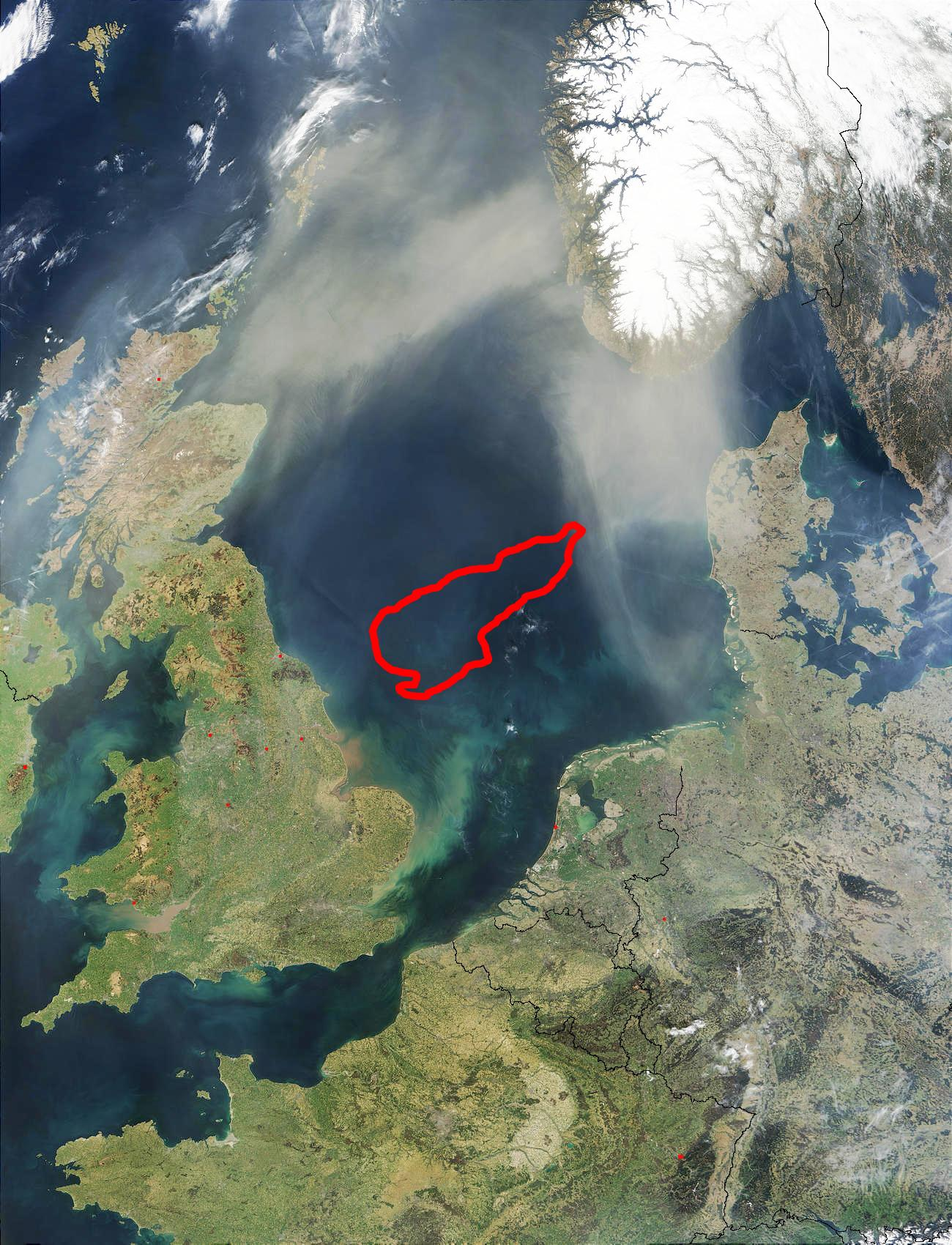
Après celui de Colchester en 1884, le dernier tremblement de terre important en mer du Nord (6,1 sur l'échelle de Richter en 1931) a concerné le Dogger Bank (en rouge sur l'image satellitaire).

Un réseau de sismographes à courte période a été déployé sur les côtes d’Écosse et de Norvège (fin des années 1960 et début des années 1970). Il a mis en évidence une activité sismique, non uniforme en mer du Nord. Cette activité a fait l'objet d'une surveillance approfondie durant 10 ans. Des séismes « petits à modérés sont relativement fréquents dans la mer du Nord, par comparaison avec les terres émergées adjacentes. De plus, quelques rares tremblements de terre plus importants sont documentés (avec pour les plus récents les événements de Colchester en 1884 et du Dogger Bank en 1931) ». Les données disponibles suggèrent « que quelques tremblements de terre peuvent dans cette région être d'une ampleur suffisante pour susciter l'intérêt des ingénieurs » impliqués dans les activités offshore et portuaires. Des vibrations importantes sont perçues sur les plates-formes offshore et plusieurs séismes petits ou moyens sont enregistrés chaque année en mer du Nord.
Un tremblement de terre de 6,1 sur l'échelle de Richter a eu lieu en 1931 sur la zone du « Dogger Bank » (voir Dogger Bank earthquake).
Le graben central, exploité pour ses ressources gazières et en hydrocarbures légers (condensats de gaz naturel), est traversé par une série de failles perpendiculaires. C'est là qu'est située la plate-forme de forage offshore du champ d'hydrocarbures d'Elgin-Franklin dont le puits G4 d'Elgin foré « à 4 000 mètres de profondeur » (ou plus de 5 530 mètres selon le schéma du puits publié par Total) a fui en 2012.
Des variations de pressions et de tensions sur la lithosphère sont induites par la déglaciation et le rebond induit. Ce sont des sources de stress locaux pour les structures géologiques (flexion lithosphérique). On observe ainsi une pression horizontale sur la côte ouest du Viking Graben et une dépression horizontale sur le côté est.
Le risque sismique pour les installations offshore a été évalué au Royaume-Uni via dix ans de « surveillance sismologique de la mer du Nord » (de 1979 à 1989) réalisé par le British Geological Survey, en lien avec le Bergen Seismological Observatory. Cette surveillance visait :
1. à étudier les liens entre structures géologiques et séismes en mer du Nord ;
2. à fournir des données sur les spécificités du « séisme majeur » pouvant survenir sur cette zone ;
3. à démontrer, dans des cas particuliers avec des données objectives, la cause probable de « fortes vibrations ressenties sur les plateformes offshore ».

Sur la base des données historiques, de relevés sismiques et d'un catalogue récent et fiable des séismes en mer du Nord, l'étude faite pour le HSE (Health and safety executive) a conclu que des séismes de magnitude 4,1 à 4,4 sur l'échelle de Richter ont une probabilité annuelle d'occurrence de 0,7 en mer du Nord.
De plus, la fonte rapide de la calotte polaire nord, et la montée de la mer pourraient par le jeu de rééquilibrages isostatiques et eustatiques réveiller des failles depuis longtemps inactives. Une étude récente (1999-2000) ayant porté sur une « faille inverse » située dans le Nord de la mer du Nord (faille normale et restée longtemps inactive) montre que ce phénomène est actif. Cette étude a combiné des images sismiques détaillées à des mesures (in situ) de pression et de contraintes. Les auteurs concluent de leur analyse des données que cette faille est en cours de réactivation, pour trois raisons qui additionnent leurs effets :
- une « augmentation récente de la contrainte de compression » dans la zone ; associée à un « rebond post-glaciaire » (soulèvement de masses géologiques (émergées ou immergées) à la suite de la fonte de la calotte glaciaire, bien plus rapide en Arctique qu'en Antarctique)[13] ;
- une pression interstitielle localement élevée dans la roche, en raison de la présence de gaz naturel dans un réservoir d'hydrocarbure situé sur le côté d’une des parois de la faille[13] ;
- une orientation de faille quasi optimale pour le glissement (dans le contexte du champ de contrainte actuelle)[13].

Ces trois facteurs réunis, ont permis une reprise du glissement le long de la faille, et d’autre part une fuite de gaz le long de la section de faille, qui délimitait la faille et assurait l’étanchéité du réservoir.
Les auteurs affirment que l'accumulation de colonnes de gaz (CO2 par exemple) dans le voisinage de failles tectoniques peut contribuer à les remettre en mouvement.

## Écologie

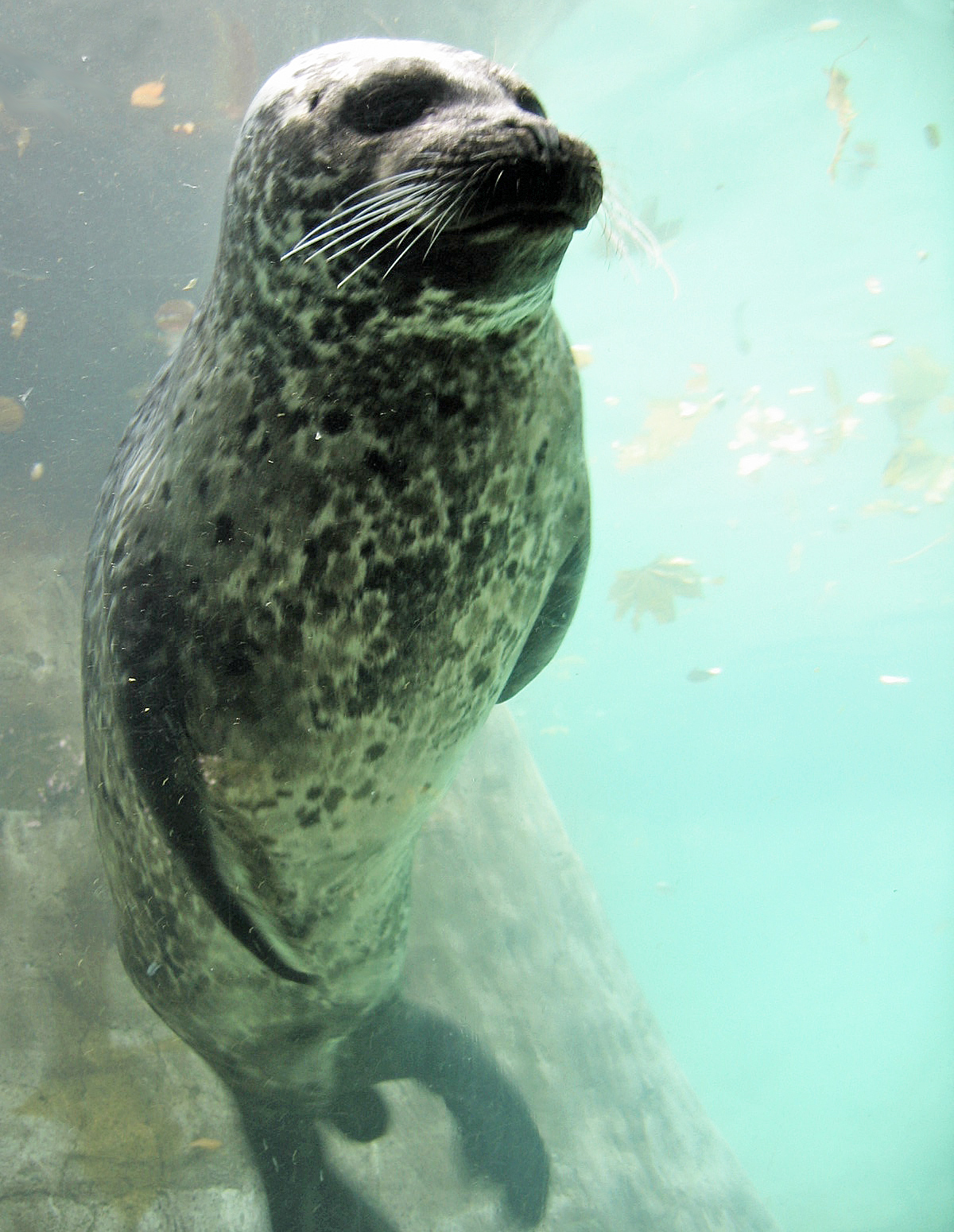
Phoque.

Un aquifère salin de la Mer du Nord pourrait être utilisé dans le cadre de la séquestration géologique du dioxyde de carbone, à des fins de décarbonation de l'économie.

### Mammifères marins
Les eaux de la mer du Nord sont différentes des autres. Un système complexe de marées et de courants apporte les eaux riches de l'Atlantique par la Manche en créant des milieux variés qui nourrissent une grande diversité d'animaux. Trente espèces de cétacés y vivent, ainsi que six espèces de phoques dont deux se reproduisent sur ses côtes, le phoque gris et le veau marin.

### Poissons
Plus de 170 espèces de poissons, dont des requins, l'aiglefin, la morue, le maquereau, le hareng, le lançon et le sprat fréquentent les eaux grises[Quoi ?] de la mer du Nord. Les raies, les poissons plats, les anguilles et la baudroie sont tapis sur le fond.

### Invertébrés
Les fonds abritent également des myriades d'invertébrés tels que homards, éponges, oursins, crabes et poulpes. Sur les hauts fonds, les forêts de varech abritent balanes et moules.

## Contexte
Les écosystèmes de cette zone, notamment suivi par OSPAR montrent des signes de fortes transformations liées aux pressions de pêche, aux apports terrigènes en nutriments, au réchauffement climatique et à des phénomènes cycliques tels que l'oscillation nord-atlantique, variation climatique périodique naturelle à grande échelle spatiale mesurée par l'indice NAO qui semble par exemple bien corrélé aux variations périodiques de certaines communautés de microalgues en zone côtière belge (S.-E. de la mer du Nord).

## Nom
Le tableau suivant donne le nom de la mer du Nord dans les langues riveraines ; s'il n'y a pas de traduction, c'est que le terme signifie seulement « mer du nord ».
| Langue               | Vocables                                    |
| -------------------- | ------------------------------------------- |
| Allemand             | Nordsee                                     |
| Anglais              | North Sea                                   |
| Bas allemand         | Noordsee                                    |
| Danois               | Vesterhavet (« mer de l'ouest ») ; Nordsøen |
| français             | Mer du Nord                                 |
| Frison occidental    | Noardsee                                    |
| Frison septentrional | Weestsiie (« mer de l'ouest »)              |
| Gaélique écossais    | An Cuan a Tuath                             |
| Néerlandais          | Noordzee                                    |
| Norvégien bokmål     | Nordsjøen                                   |
| Norvégien nynorsk    | Nordsjøen                                   |
| Scots                | North Sea                                   |

## Économie

### Commerce et transport international

#### Grands ports de la mer du Nord
- Norvège : Bergen et Stavanger.
- Danemark : Esbjerg.

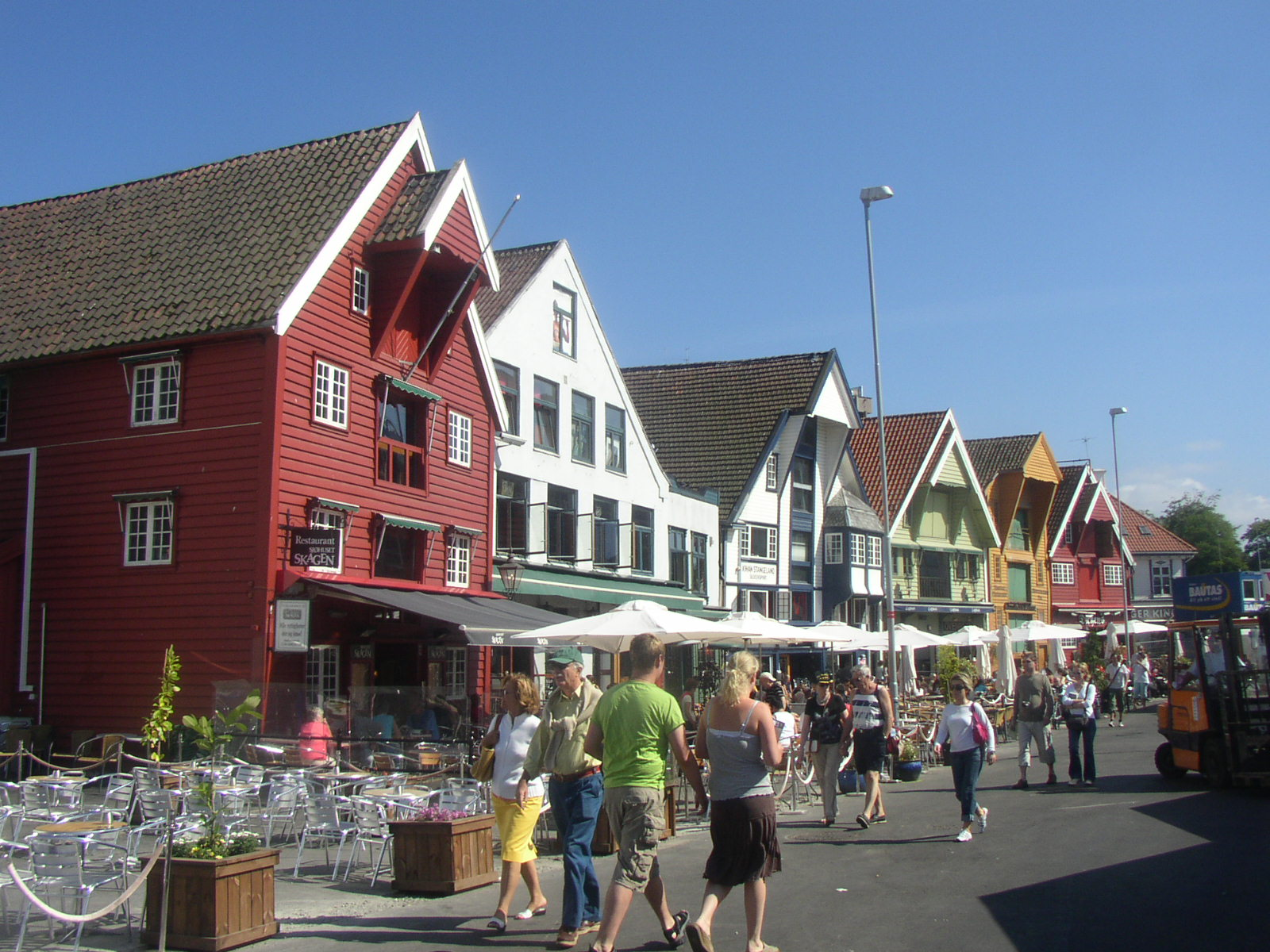
Quartier traditionnel à Stavanger (Norvège).

- Allemagne : Hambourg, Bremerhaven, Wilhelmshaven et Emden.
- Pays-Bas : Lauwersoog, Delfzijl, Eemshaven, Le Helder, Amsterdam, Schéveningue, Hoek van Holland, Rotterdam et Flessingue.
- Belgique : Anvers, Bruges-Zeebruges, Ostende et Nieuport.
- France : Dunkerque.
- Royaume-Uni :
  -  Angleterre : Londres, Harwich, Felixstowe, Kingston-upon-Hull, Middlesbrough et Tyneside ;
  -  Écosse : Édimbourg-Leith, Dundee, Aberdeen et Inverness.

### La pêche

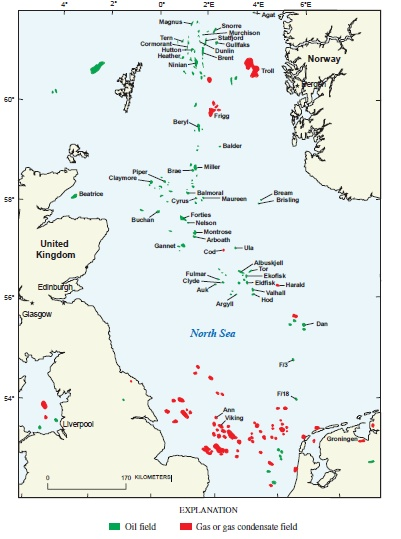
Gisements de pétrole (en vert) et de gaz naturel (en rouge) en mer du Nord.

### Les hydrocarbures
En 1958, des géologues ont découvert un gisement de gaz naturel dans Slochteren dans la province néerlandaise de Groningue et il était soupçonné qu'un plus grand nombre de domaines gisaient sous la mer du Nord. Toutefois, à ce stade, les droits à l'exploitation des ressources naturelles sur la haute mer étaient encore en litige.
Un test de forage a débuté en 1966 et, en 1969, Phillips Petroleum Company a découvert le gisement pétrolier Ekofisk (devenu norvégien), qui à ce moment-là était un des 20 plus importants au monde et s'est avéré être précieux par la faible teneur en soufre de son pétrole. L'exploitation commerciale a commencé en 1971 avec les navires-citernes et après 1975 par un gazoduc d'abord vers Cleveland, en Angleterre, puis un second après 1977 vers Emden, en Allemagne. Depuis la découverte de pétrole en mer du Nord dans les années 1970, des surnoms d'Aberdeen ont été capitale européenne du pétrole ou capitale européenne de l'énergie.[pas clair]
L'exploitation des réserves de pétrole de la mer du Nord a commencé juste avant la crise pétrolière de 1973, et la montée des prix internationaux du pétrole ont rendu les gros investissements nécessaires pour l'extraction beaucoup plus attrayants. Dans les années 1980 et 1990, de nouvelles découvertes de grands gisements de pétrole ont suivi. Bien que les coûts de production soient relativement élevés, la qualité du brut, la stabilité politique de la région, et la proximité de marchés importants en Europe occidentale ont fait de la mer du Nord une importante région productrice de pétrole. La plus grande catastrophe humaine dans l'industrie pétrolière en mer du Nord a été la destruction de la plate-forme pétrolière offshore Piper Alpha en 1988 lors de laquelle 167 personnes ont perdu la vie. Une grande éruption en 1977 dans le domaine Ekofisk a donné lieu à un écoulement de pétrole sans entrave à la mer pendant une semaine avant qu'il ne soit colmaté, les estimations de la quantité d'hydrocarbures rejetés dans l'environnement varient entre 86 000 et 202 380 barils (environ 10 000 à 30 000 tonnes, en fonction de la densité de l'huile). En revanche, les incendies sur le Piper Alpha ont brûlé la plupart des hydrocarbures à bord et libéré des puits perturbés.

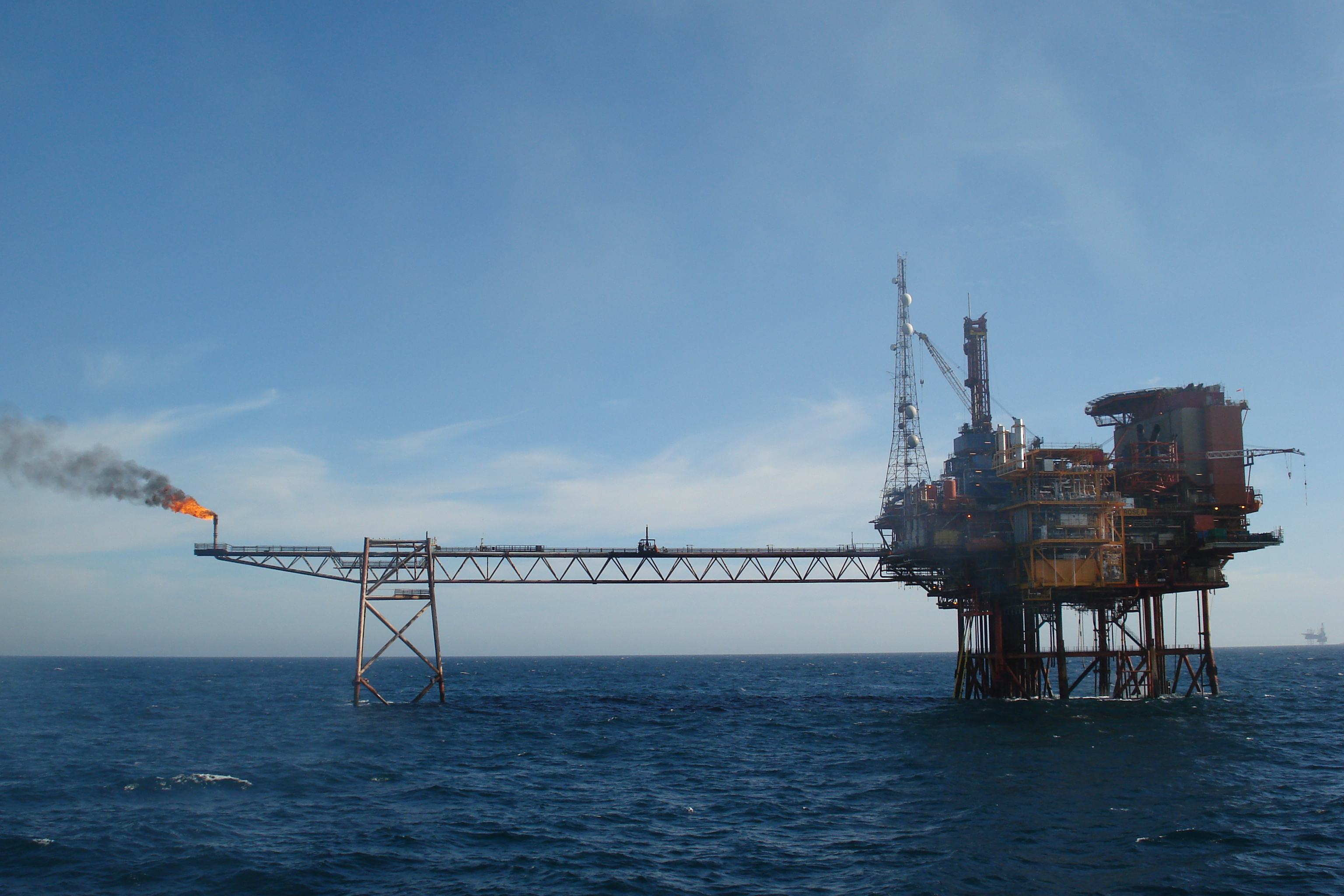
La plate-forme pétrolière britannique Montrose Alpha, en mer du Nord.

Avec plus de 450 plates-formes pétrolières, la mer du Nord est la plus importante région du monde pour le forage au large. La partie britannique de la mer du Nord a le plus grand nombre de plates-formes, suivie par les norvégiens, néerlandais, et danois. Outre les champs de pétrole Ekofisk, le champ de pétrole Statfjord est aussi à noter comme étant à l'origine du premier gazoduc vers la Norvège. Le plus grand gisement de gaz naturel en mer du Nord, Troll, se trouve dans la fosse norvégienne à une profondeur de 345 mètres (1 100 pieds). Une plate-forme géante a été nécessaire pour y accéder. La section allemande a seulement deux plates-formes pétrolières, la plus grande des deux est le Mittelplate, et l'Allemagne est le pays riverain qui a le moins développé l'extraction.
En 1999, l'extraction a atteint un niveau record avec une production de près de 6 millions de barils (950 000 m3) de pétrole brut et 280 000 000 m3 de gaz naturel par jour. Toutes les grandes compagnies pétrolières ont été impliquées dans l'extraction. Mais ces dernières années, les grandes entreprises comme Shell et BP ont cessé l'extraction et, depuis 1999, les quantités extraites ont constamment diminué en raison de l'épuisement des réserves. Total a néanmoins repris son activité sur la plateforme d'Elgin-Franklin en mars 2013.
Le prix du Brent Crude, l'un des premiers types de pétrole extraits de la mer du Nord, est utilisé aujourd'hui comme un standard de comparaison de prix pour le pétrole brut en provenance du reste du monde.

### Les énergies renouvelables
Le Sud de la mer du Nord n'a pas de marées ou vagues ou courants faciles à exploiter en raison de la nature des fonds et du fort trafic émergeant du pas de Calais. Les projets éoliens offshores qui ont émergé dans les années 1990 dans le Nord-Pas-de-Calais ont été retardés. De grands projets éoliens ont débuté plus au nord et au nord-ouest dès les années 1990 où les vents dominants sont forts et réguliers ; Angleterre et Danemark notamment ont utilisé les zones marines côtières pour produire de l'énergie.
La ferme éolienne offshore de Blyth (Royaume-Uni, 2000) a précédé celle de la côte danoise (2002, près de Horns Rev) et d'autres ont été mises en service (dont OWEZ et Scroby Sands) ou sont en projet (ex : 2 parcs prévus pour 2012 sous réserve de délivrance des concessions demandées par la belge Electrabel ; Blue4PowerI au nord du Bligh Bank (en) à 60 km du trait de côte et Blue4PowerII à 20 km au sud du précédent entre le Bligh Bank et le Bank zonder Naam).
Certains parcs offshore ont rencontré une résistance, par exemple en Allemagne, à propos des impacts environnementaux (collisions avec oiseaux, perturbations sous-marines lors de la pose des fondations…). La distance aux consommateurs conduit à des pertes énergétiques de transmission.
L'énergie marémotrice n'est pas oubliée : deux premières grandes turbines à eau profonde sont en commande pour Talisman Energy en Écosse, à 25 km (15 milles) en mer près du champ pétrolier Beatrice. (88 m (290 pieds) de haut et pales longues de 63 m, soit 210 pieds qui devraient produire 5 MW chacune, ce qui en fait le plus gros projet au monde. La côte norvégienne et l'intersection avec la mer d'Irlande pourraient être jugées aptes pour y exploiter l'énergie des vagues et/ou des courants marins.
Les premières tentatives de centrale d'électricité utilisant les vagues sont nées en 2003-2005 au Danemark. Le European Marine Energy Centre (EMEC) basé à Stromness (Orcades, Écosse) est un organe de recherche soutenu par le gouvernement. Il a construit un site de tests en mer à Billia Croo sur les îles Orcades et une station d'essai d'utilisation de l'énergie marémotrice sur l'île voisine d'Eday. Une petite installation-pilote pour la production d'énergie bleue existe à Trondheim (Norvège).

## Les conséquences de la surexploitation et des pollutions

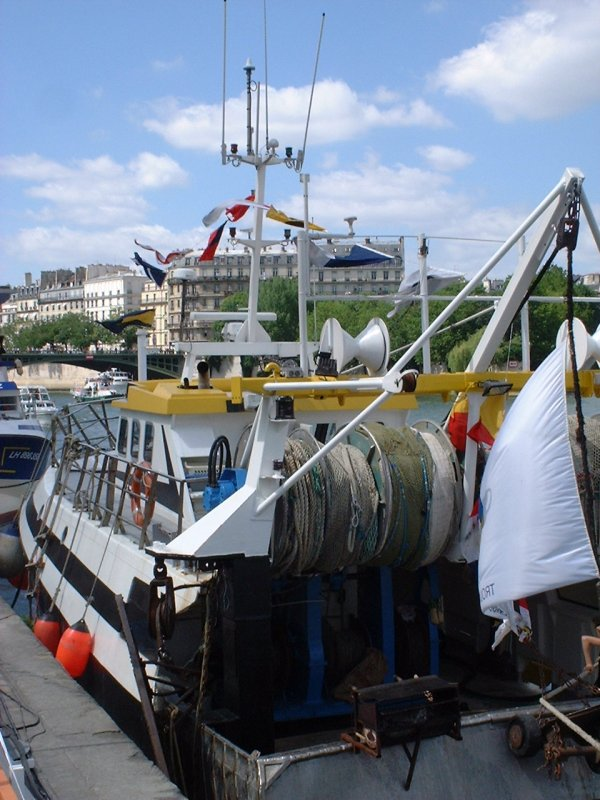
Chalutier à quai.

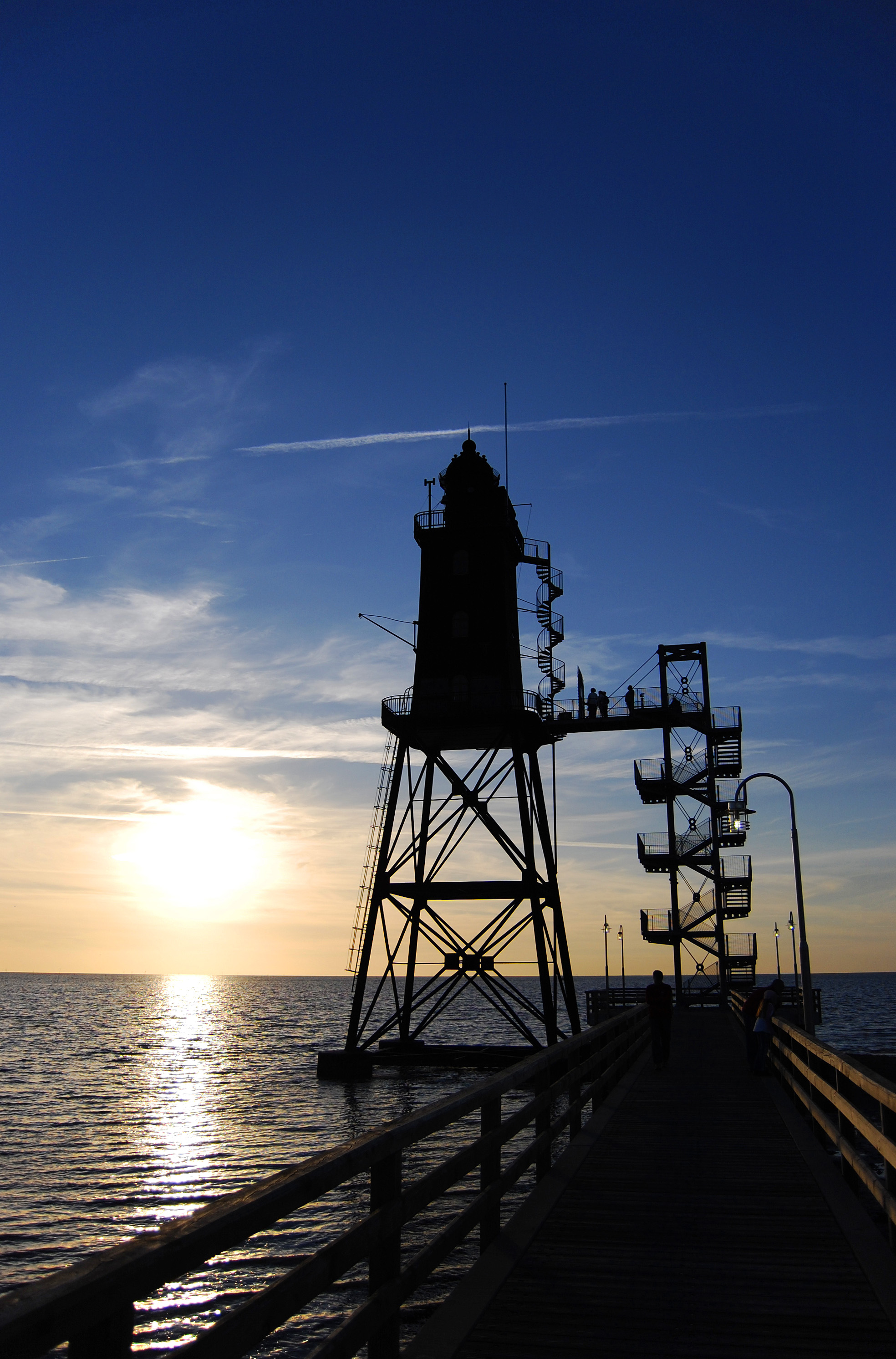
Coucher de Soleil à Dorum (Allemagne).

Pendant des siècles, la mer du Nord a nourri les peuples vivant sur ses littoraux (et bien au-delà via le commerce du poisson). Ces dernières décennies, ses ressources naturelles halieutiques ont été soumises à des pressions nouvelles, d'origine nettement anthropique. On observe des modifications importantes du réseau trophique et de certaines populations halieutiques ainsi que de la diversité des populations. Pour partie, mais derrière la surpêche, le dérèglement climatique pourrait être en cause. Ceci est connu depuis quelques décennies pour les poissons, mais depuis on commence à mieux suivre les communautés d'invertébrés benthiques, et à dresser des constats similaires. Certaines espèces sont bioindicatrices de changements importants environnementaux importants, notamment induits par le chalutage qui exerce une pression croissante sur certains fonds marins. Une étude de l'épibenthos a montré qu'au tout début du XXe siècle, la diversité en espèces benthiques était plus faible dans le sud de la mer du Nord que dans les zones centre et du nord. Au contraire, il y avait plus d'espèces de poisson au sud. les profondeurs de 50 m, 100 m et 200 m de profondeur définissent les limites de trois types différents de communautés benthiques (et de poissons). L'épibenthos de la mer du Nord méridionale était dominé par des espèces plus mobiles, alors qu'au nord, les espèces fixées dominaient. Un espace intermédiaire avec à peu près autant d'espèces sessiles que mobiles a été trouvé au large des côtes de Norfolk et de Flamborough s'étirant vers le Dogger Bank. La température du fond, les courants et la nature des sédiments expliquent une part de la répartition de toutes ces espèces, mais la position des faisceaux de chalutage est également un facteur explicatif de la richesse ou pauvreté en certaines espèces.
La surpêche a notamment décimé les harengs et les morues. Faute de nourriture, les macareux disparaissent à leur tour. En 1983, des quotas de pêche ont été définis, mais n'ont pas suffi à protéger la ressource qui est prélevée plus vite qu'elle ne peut se renouveler : les experts pensent aujourd'hui qu'il faudrait diviser ces quotas par deux voire plus.
Des poissons malades, parasités ou malformés forment une part croissante des captures. On pense que cela est dû à la pollution (métaux lourds dont mercure, hydrocarbures, aromatiques polycycliques, antifoolings et autres pesticides, etc). On a rejeté en Manche/mer du Nord de nombreux déchets marins, dont des munitions anciennes et des déchets radioactifs qui resteront dans l'écosystème pendant des siècles. Les hydrocarbures provenant du nettoyage des cuves en mer ou des accidents de navires pétroliers restent une menace grave pour la faune.
Chaque année, la Grande-Bretagne envoie 250 000 tonnes d'azote qui eutrophisent la mer du Nord, par voie aérienne. Mais la plus grosse pollution vient de la terre, apportée par les fleuves ou les égouts.

## Le littoral menacé

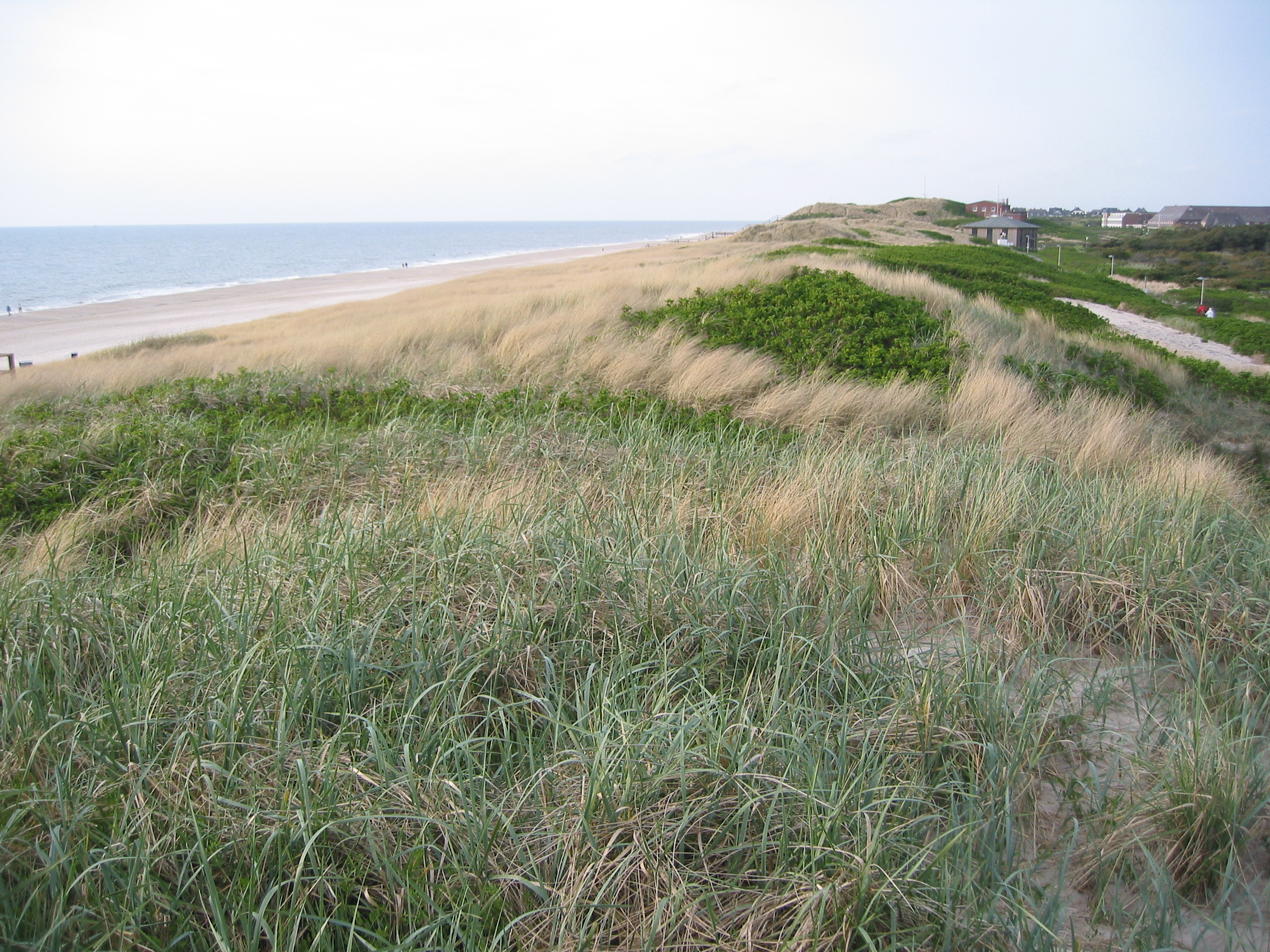
Sylt (Allemagne).

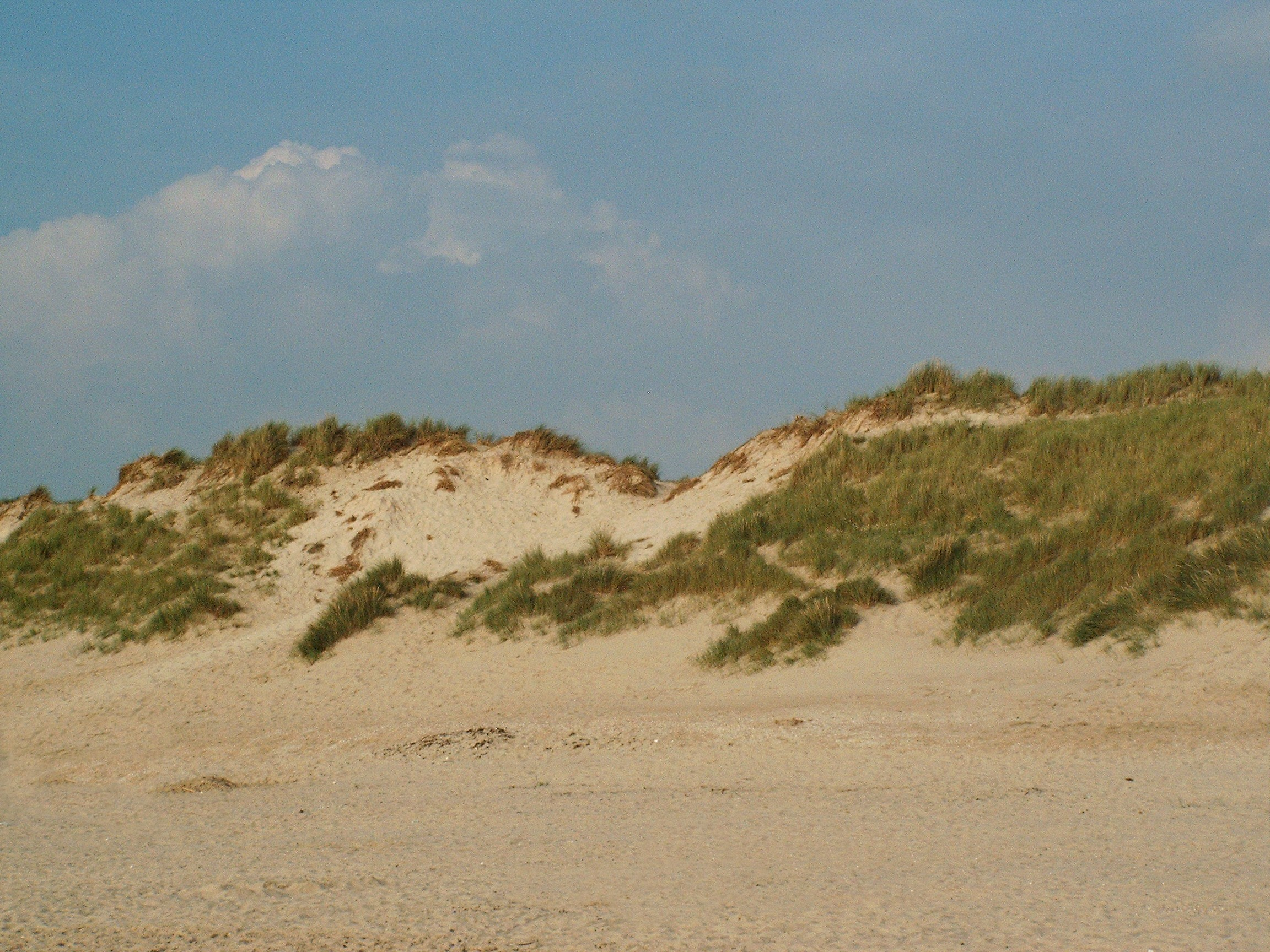
Littoral belge.

Les côtes de la mer du Nord sont très variées, des rivages rocheux aux marais salés et vasières des estuaires, aux longues plages bordées de dunes. Vasières et estuaires sont des aires de nutrition essentielle pour les limicoles comme le chevalier gambette et le bécasseau variable, ainsi que les canards et les oies. Lorsque la mer se retire avec la marée, tous viennent se nourrir de crustacés et mollusques cachés dans la vase.
Malgré des efforts de protection, ces biotopes restent vulnérables et menacés. Les marais fragiles sont fragmentés, drainés et localement densément construits de huttes et mares de chasse (sources durables de plomb et de saturnisme aviaire) eutrophisés ou affectés par des sédiments pollués, éventuellement d'origine portuaire. Les blooms planctoniques, dont de Phæocystis ou Pseudonitzchia delicatissima sont de plus en plus importants, étant un indicateur peut-être comparable à celui des marées vertes en Bretagne ou invasions de méduses en Méditerranée.
Depuis deux siècles, de nombreuses zones humides arrières littorales des côtes de la mer de Nord ont disparu, drainées et récupérées par l'agriculture, l'industrie ou le tourisme. Ont ainsi été transformés en terres agricoles 40 000 hectares de la mer des Wadden, zone qui accueille 1 000 espèces animales et végétales et d'importants sites de frai. Entre 1935 et 1982, 48 % des estuaires de la Tamise, de Medway et de Swale ont été mis en valeur et 90 % de l'estuaire de la Tees ont été transformés en zone industrielle. Celles qui restent se sont parfois fortement dégradées.
Toutes ces régions servaient de sites d'hivernage aux limicoles et anatidés. D'autres ont été drainées et détruites pour agrandir les ports, comme autour de Rotterdam.
Les oiseaux privés de ces habitats peuvent se déplacer mais sont alors confrontés à des niches écologiques déjà occupées, et ils ont peu de chance de retrouver d'autre sites favorables, ce qui les condamne à mourir ou à avoir peu de chances de pouvoir se reproduire.

## Les plans d'action internationaux
Tous les trois ans, la conférence de la mer du Nord réunit les huit États riverains (Belgique, France, Royaume-Uni, Norvège, Suède, Allemagne, Danemark et les Pays-Bas), mais un grand nombre des objectifs n'ont jamais été atteints. Le Royaume-Uni est le pays le plus pollueur et, seul, continue de déverser ses déchets industriels malgré l'accord de 1987, applicable fin 1989.
En 1990, la conférence décidait que le rejet des boues d'égout devait progressivement cesser d'ici 1995 et l'incinération des déchets en bord de mer cesser en 1993. La pollution atmosphérique devait régresser de 50 %, tandis qu'étaient étudiés les effets de la pêche intensive.
L'organisation Greenpeace lança dans les années 1980 plusieurs campagnes de protestation contre le rejet de déchets toxiques en mer du Nord. Approuvée par la conférence de la mer du Nord et le Parlement européen, elle réclame que cesse toute pollution dès l'an 2000. Mais l'objectif ne sera pas atteint tant que l'industrie continuera de créer des sous-produits toxiques. Il faut passer à des méthodes de production « propres » pour sauver la mer du Nord et sa faune sauvage.

## Cartes anciennes, filmographie et bibliographie
- Charles Joseph Dumas-Vence, Notice sur les ports de la Manche et de la mer du Nord, Revue maritime et coloniale, ministère de la Marine et des Colonies, 1869 et 1886.
- Charles Joseph Dumas-Vence, Atlas des cartes, plans et vues. Notice sur les côtes de la Manche et de la mer du Nord, Revue maritime et coloniale, ministère de la Marine et des Colonies, 1876.
- Grollimund B. ; oback M. D. ; Arnesen L., Flexurally-induced stresses in the Northern North Sea: Preliminary comparison of observation and theory ; Congrès SPE/ISRM rock mechanics in petroleum engineering : Trondheim, 8-10 July 1998 EUROCK 98. Symposium, Trondheim, Norvège (1998-07-08) ; 23 ref. (Fiche Inist/CNRS).
- ICES/CIEM, « Factors affecting the distribution Of North Sea fish », 10 p.
- Klaus Müller, Der Nordsee, NDR Naturfilm, 2013, diffusion TV5 sous le titre Splendeur de la mer du Nord, en juillet 2014. Film documentaire naturaliste sur différents littoraux de cette mer.
- QSR 2010, rapport (en anglais, illustré) présentant l'état de l'environnement dans la zone OSPAR.